# Tema de Cefalonia
El tema de Cefalonia (en griego: θέμα Κεφαλληνίας/Κεφαλονίας, romanizado: thema Kephallēnias/Kephalonias) fue un tema bizantino (provincia civil-militar) localizado en Grecia occidental, comprendiendo las Islas Jónicas. Existió desde el siglo VIII hasta su conquista por el Reino de Sicilia en 1185.

## Historia
Durante el Imperio romano, las islas Jónicas (Corfú, Cefalonia, Zante, Ítaca, Léucade y Citera) fueron parte de las provincias de Acaya y Epiro. Bajo el imperio bizantino y con la excepción de Citera formaron el tema separado de Cefalonia. Las islas quedaron en gran parte intactas tras las invasiones eslavas del siglo VII y formaron la base para el restablecimiento del control imperial y la rehelenización de las costas vecinas.
Se desconoce la fecha exacta de su establecimiento como tema. El emperador Constantino VII Porfirogéneta (r. 913–959) afirma en su obra De administrando imperio, que era originalmente un tourma (subdivisión) del tema de Longobardia en Italia del Sur, y que fue elevado a strategis (un "generalato"), pero no a tema de pleno derecho por el emperador León VI el Sabio (r. 886–912). Aun así, esto es claramente un error pues constan varios generales (estrategos) de Cefalonia antes de aquella fecha. Así, el Taktikon Uspensky de 842/843 claramente menciona un strategos de Cefalonia, y la crónica latina Annales regni Francorum menciona uno ya en 809. Se han encontrado sellos que hacen todavía más temprano el establecimiento de Cefalonia al menos como strategis si no como tema, llevando la fecha al menos a mediados o finales del siglo VIII.
El error de Constantino VII, aun así, refleja los cercanos vínculos de Cefalonia con las posesiones imperiales en Italia del Sur: las Islas Jónicas sirvieron como la vía de comunicación principal y base de operaciones en Italia y eran posiciones estratégicas para controlar la navegación entre los mares Jónico y Adriáticos y prevenir la piratería árabe. Contrariamente a la descripción de Constantino, Longobardia fue probablemente constituida inicialmente como tourma de Cefalonia después de la toma bizantina de Bari en 876. No obstante, en varios casos, los gobiernos de Cefalonia y Longobardia (o, a veces, de Nicópolis en Epiro) recayeron en la misma persona.
El estratego probablemente estuviera basado en Cefalonia, pero es también mencionado a veces en otros lugares como Corfú. En De administrando imperio, el tema queda séptimo en rango entre los temas "occidentales" o europeos. Como en todos los temas europeos, su strategos no recibía su salario, 12 libras de oro, del tesoro imperial sino de los ingresos por impuestos de su tema. Cefalonia era importante principalmente en el contexto marítimo y tuvo su flota propia, incluyendo un contingente de mardaítas como infantería de marina y remeros bajo un turmarca. Otra turmarquía con comandantes subordinados mandaba la guarnición del tema. El historiador Warren Treadgold estima las fuerzas militares del tema en 2000 hombres en el siglo IX. El tema era también frecuentemente utilizado como exilio para prisioneros políticos.
El tema de Cefalonia aparece frecuentemente mencionado en contexto bélico en los siglos IX-XI. En 809, el strategos Pablo derrotó una flota veneciana frente a Dalmacia. En 880, el almirante Nasar derrotó en una batalla estratégica a una flota pirata árabe que saqueaba las islas del tema. Las tropas de Cefalonia posteriormente participaron en la ofensiva bizantina en Italia. Los mardaítas de Cefalonia son mencionados en la expedición fallida de 949 contra el Emirato de Creta. La última mención de un estratego de Cefalonia data de 1011, cuándo León Tornicio Contoleón fue enviado a Italia a suprimir una revuelta lombarda. Tras el derrumbe bizantino en Italia a mediados del siglo XI, el tema perdió importancia y quedó al mando de gobernadores civiles bajo el título de krites («jueces»).
Desde finales del siglo XI, las islas Jónicas se convirtieron en campo de batalla durante las guerras bizantino-normandas. La isla de Corfú fue ocupada por los normandos en 1081–1085 y 1147–1149, mientras los venecianos la asediaron sin éxito en 1122–1123. La isla de Cefalonia sufrió otro asedio infructuoso en 1085, fue saqueada en 1099 por lospisanos y en 1126 por los venecianos. Finalmente, Corfú y el resto del tema salvo Léucada fue tomado por los normandos liderados por Guillermo II de Sicilia en 1185. A pesar de que Corfú fue recuperado por los bizantinos en 1191, las otras islas no fueron recuperadas y formaron el Condado Palatino de Cefalonia y Zacinto en manos del almirante griego de Guillermo, Margaritone de Brindisi.